# 感应卡

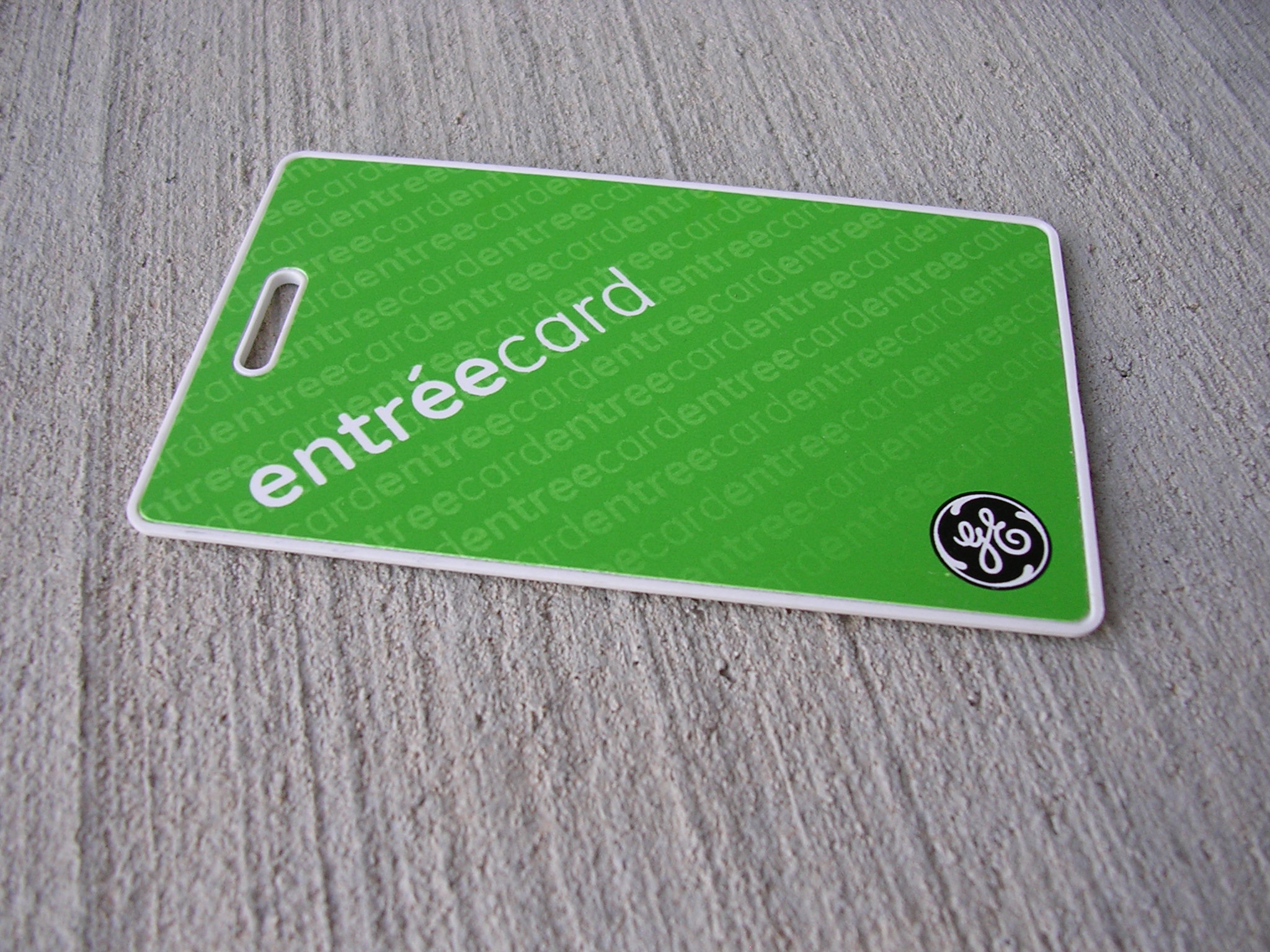
近傍型卡

感应卡（英語：Proximity card）是一種以積體電路技術製作的非接觸型電子裝置，它通常使用於門禁系統上，適用於ISO/IEC 14443標準，與ISO/IEC 15693標準。它也可以用來指那些使用125 kHz或13.56 MHz的非接觸型RFID感應卡，這些技術通常被使用於非接觸型智慧卡之上。